# Пустельна планета

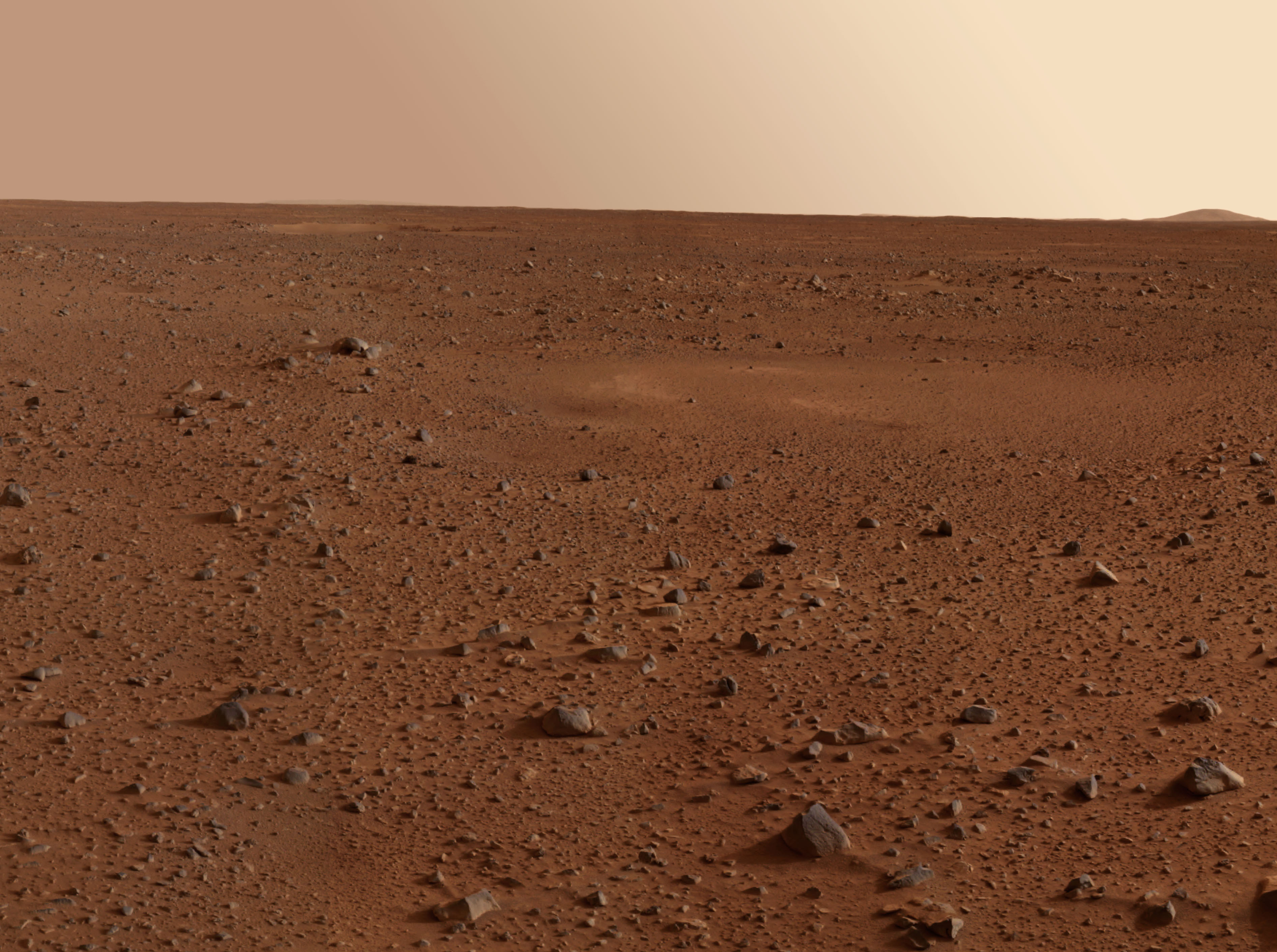
Типовий марсіанський краєвид (кратер Ґусєва)

Пусте́льна плане́та — планета з одним основним біомом, що має здебільшого пустельний клімат із малою кількістю природних опадів або ж зовсім без них (повна протилежність планети-океану). Планети цього типу відому науці: наприклад, типовою пустельною планетою є Марс. Багато планет земного типу за подібним визначенням є пустельними планетами. Однак цей термін часто використовується для позначення тих пустельних планет, на яких зберігається можливість існування життя.
Пустельні планети часто зустрічаються в науковій фантастиці. Найвідомішими прикладами таких вигаданих планет є Арракіс, на якому розгортається дія серії романів «Дюна»  Френка Герберта, Татуїн з всесвіту Зоряних воєн, а також планета Плюк з фільму «Кін-дза-дза!».

## Населеність
За даними досліджень, на пустельних планетах можливе існування життя, причому такі планети можуть зустрічатися частіше, ніж «двійники Землі» . Причиною цього є те, що, згідно з результатами моделювання, жила зона для пустельних планет має набагато більші розміри, ніж для планет, на поверхні яких вода присутня в рідкому стані.
У цьому ж дослідженні вказується, що колись Венера могла бути населеною пустельною планетою. Вважається, що аналогічне твердження вірне і для Марса, і що життя на Марсі в принципі може існувати і в сучасний період.
Також вважається, що Земля стане пустельною планетою через кілька мільярдів років через збільшення світності Сонця.
Всупереч зазвичай зображуваного образу, населена пустельна планета, швидше за все, не матиме повністю одноманітного клімату. Швидше за все, поблизу полюсів збережуться істотні запаси ґрунтових вод, а загальні закономірності клімату будуть залежати від нахилу осі обертання.